# Sarbiewo (województwo mazowieckie)
Sarbiewo – wieś sołecka w Polsce położona w województwie mazowieckim, w powiecie płońskim, w gminie Baboszewo.
Miejscowość jest siedzibą parafii św. Antoniego.

## Historia
Osada średniowieczna, od XIV w. wieś parafialna. Do 1954 roku siedziba wiejskiej gminy Sarbiewo. W latach 1975–1998 miejscowość położona była w województwie ciechanowskim. 
W Sarbiewie odbywają się Międzynarodowe Dni ks. Macieja Kazimierza Sarbiewskiego – „Chrześcijański Horacy z Mazowsza” organizowane przez Związek Literatów Polskich zainicjowne przez Teresę Kaczorowską.

## Zabytki
Według rejestru zabytków NID na listę zabytków wpisane są obiekty:
- kościół parafialny pw. św. Stanisława[10], drewniany, XVII–XVIII w., nr rej.: A-121 z 2.04.1962
- dzwonnica drewniana, nr rej.: j.w.

W kościele tablica ku czci Macieja Kazimierza Sarbiewskiego. Pozostałości założenia dworskiego. 

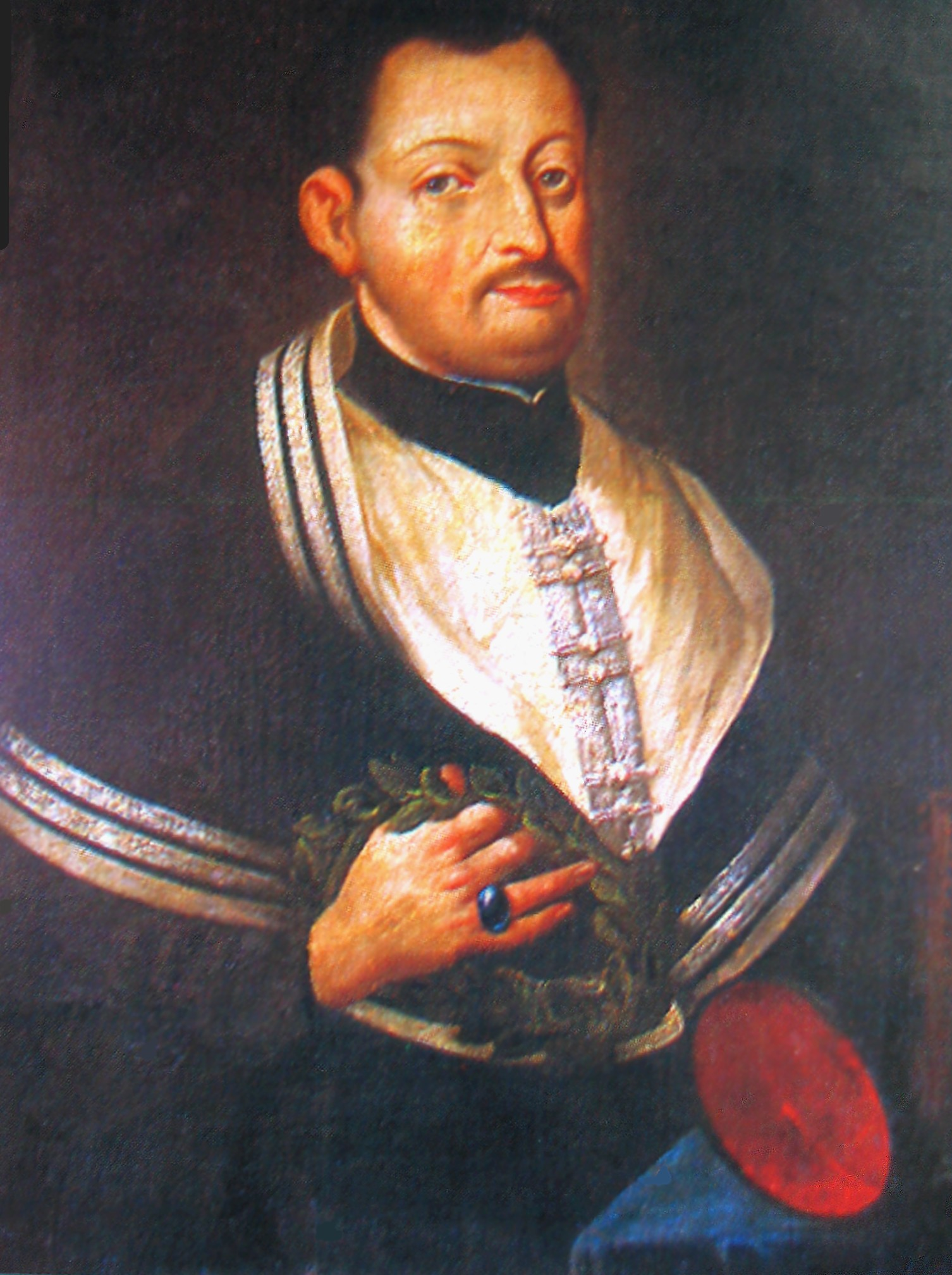
Maciej Kazimierz Sarbiewski SJ
1595-1640

## Urodzeni w Sarbiewie
- 24 lutego 1595 – poeta polskiego baroku, Maciej Kazimierz Sarbiewski SJ
- 14 lutego 1914 – obrońca Westerplatte Stefan Nerć[11].